# Wehrhoheit
Die Wehrhoheit ist das Hoheitsrecht souveräner Staaten zur militärischen Landesverteidigung. Es umfasst die Aufstellung, Unterhaltung und den Einsatz von Streitkräften sowie den Erlass der entsprechenden Wehrgesetze.
Die Wehrhoheit eines Staates ist auch dann gegeben, wenn das betreffende Staatswesen von diesem Hoheitsrecht keinen Gebrauch macht. Beispielsweise unterhält das Fürstentum Liechtenstein seit 1868 keine Streitkräfte mehr, doch entsprechende Gesetze bestehen nach wie vor.

## Deutschland

### Deutsches Kaiserreich
Obwohl im Zuge der Reichsgründung die meisten deutschen Bundesstaaten die Wehrhoheit an das Deutsche Reich abgaben, behielten das Königreich Bayern, das Königreich Württemberg und das Königreich Sachsen als Reservatrechte das Militärwesen. Nur für den Kriegsfall war die Übertragung des Oberbefehls an den Deutschen Kaiser vorgesehen, was erst 1914 der Fall war.
1919 wurden zwar die Bayerische Armee, die Württembergische Armee und die Sächsische Armee dann in die Reichswehr überführt, womit nur noch eine einheitliche Wehrhoheit im Deutschen Reich bestand.

### Weimarer Republik
Infolge der Bestimmungen des Versailler Vertrags zur Demobilisierung der deutschen Streitkräfte nach dem verlorenen Ersten Weltkrieg wurde mit Gesetz vom 21. August 1920 die allgemeine Wehrpflicht abgeschafft und mit dem Wehrgesetz vom 23. März 1921 die Reichswehr gegründet. Die deutsche Wehrmacht bestand aus der Reichswehr und der Reichsmarine, die aus freiwilligen Soldaten und nicht im Waffendienste tätigen Beamten gebildet und ergänzt wurden. Die zulässige Truppenstärke des deutschen Reichsheeres war auf 100.000 Mann beschränkt; dazu kamen 15.000 Mann der Reichsmarine. Schwere Artillerie und Panzer waren ebenso verboten wie der Besitz von Unterseebooten und Luftstreitkräften sowie ein Generalstab.

### Nationalsozialismus

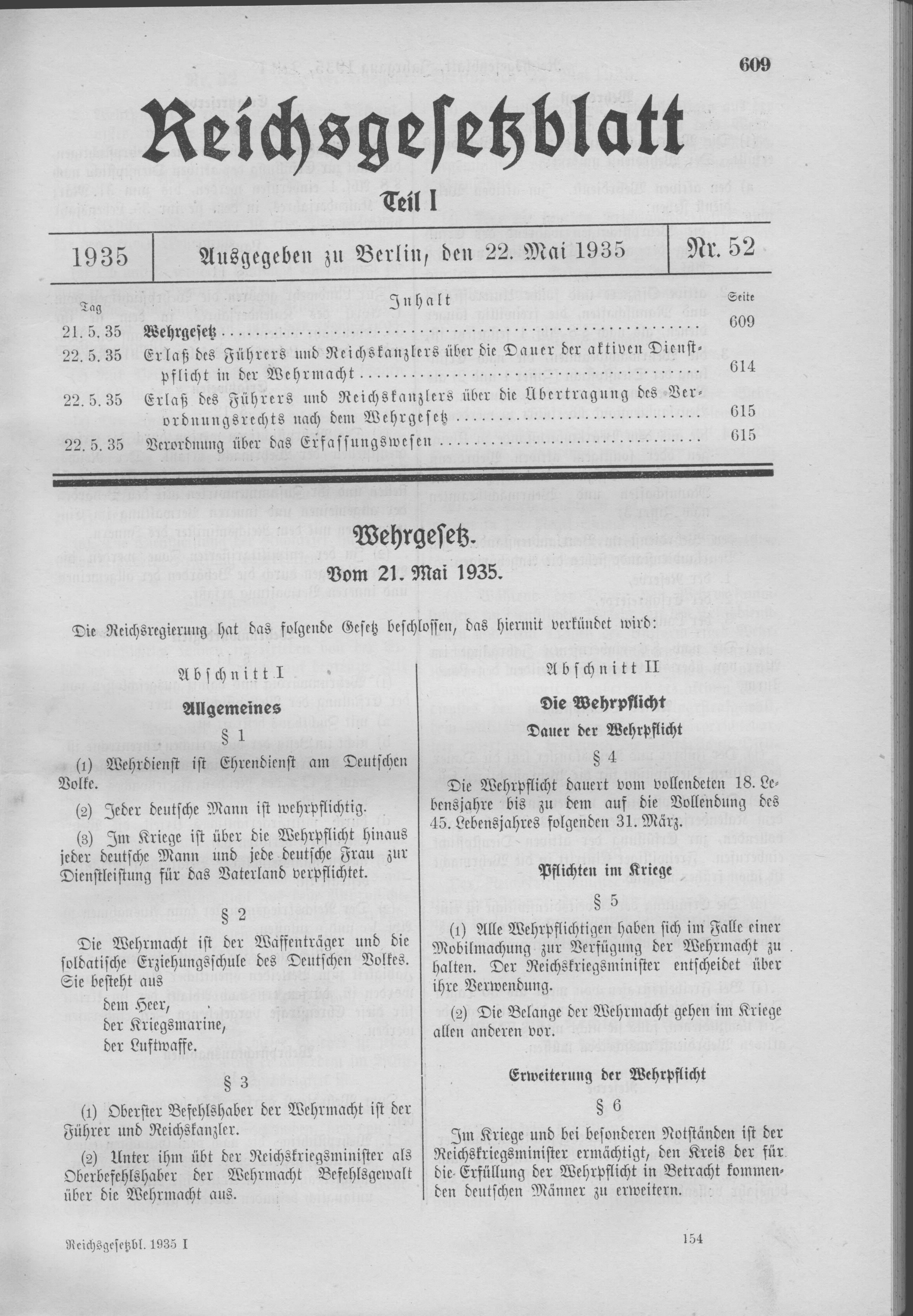
Wehrgesetz vom 21. Mai 1935

Nach der Machtübernahme der Nationalsozialisten 1933 wurde am 16. März 1935 eine Proklamation der Reichsregierung an das deutsche Volk bezüglich der Einführung der allgemeinen Wehrpflicht veröffentlicht.
Sie endet mit dem Satz

„In diesem Sinne hat die deutsche Reichsregierung mit dem heutigen Tage das folgende Gesetz beschlossen: Gesetz für den Aufbau der Wehrmacht. Vom 16. März 1935.“

Mit der Bekanntgabe des Wehrgesetzes am 21. Mai 1935 wurden auch formal die letzten Beschränkungen des Versailler Vertrages abgestreift und die Wiedereinführung der allgemeinen Wehrpflicht (zum 1. Oktober 1935) verkündet, womit Hitler ein Versprechen vom Februar 1933 an die Generalität einlöste.
Siehe auch: Aufrüstung der Wehrmacht

### Deutsche Demokratische Republik
„Zur Erhöhung der Verteidigungsfähigkeit der Deutschen Demokratischen Republik“ beschloss die Volkskammer am 24. Januar 1962 das Gesetz über die allgemeine Wehrpflicht (Wehrpflichtgesetz). Die Einführung der allgemeinen Wehrpflicht bildete nicht nur eine wichtige Voraussetzung für die weitere Entwicklung der 1956 geschaffenen Nationalen Volksarmee (NVA) als Bündnispartner im Warschauer Pakt, sondern forcierte auch den Prozess der gesellschaftlichen Militarisierung in der DDR.
Mit der deutschen Wiedervereinigung 1990 übernahm die Führung der verbliebenen NVA-Angehörigen am 3. Oktober 1990 das Bundeswehrkommando Ost unter Generalleutnant Jörg Schönbohm.

### Bundesrepublik Deutschland
In der Bundesrepublik Deutschland wurde die Wehrhoheit durch die sogenannte Erste Wehrnovelle zum Grundgesetz vom 26. März 1954 ausschließlich dem Bund übertragen. Art. 73 Abs. 1 Nr. 1 GG bestimmt: Der Bund hat die ausschließliche Gesetzgebung über: (...) die Verteidigung einschließlich des Schutzes der Zivilbevölkerung. Damit nahm die Bundesrepublik Deutschland wie andere Staaten in der vorgegebenen historisch-politischen Situation (Kalter Krieg) die Wehrhoheit und die Ausübung militärischer Hoheitsrechte als Ausfluss ihrer Staatsgewalt in Anspruch. Gleichzeitig wird im Einklang mit dem bereits in Art. 26 Abs. 1 GG enthaltenen Verbot des Angriffskrieges der eindeutige und unmissverständliche Wille des Verfassungsgebers zum Ausdruck gebracht, dass die Streitkräfte der Verteidigung gegen bewaffnete Angriffe dienen sollen.
1956 folgte die Wehrverfassung, 1968 die Notstandsverfassung.
Gem. Art. 87a Abs. 1 Satz 1 GG stellt der Bund „Streitkräfte zur Verteidigung auf. Ihre zahlenmäßige Stärke und die Grundzüge ihrer Organisation müssen sich aus dem Haushaltsplan ergeben.“ Die Bestimmung beinhaltet einen staatlichen Gewährleistungsauftrag, eine institutionelle Garantie der Streitkräfte sowie eine Grundentscheidung zur militärischen Selbstbehauptung, außerdem die parlamentarische Kontrolle der Bundeswehr. Gem. Art. 24 Abs. 2 GG kann der Bund „sich zur Wahrung des Friedens einem System gegenseitiger kollektiver Sicherheit einordnen; er wird hierbei in die Beschränkungen seiner Hoheitsrechte einwilligen, die eine friedliche und dauerhafte Ordnung in Europa und zwischen den Völkern der Welt herbeiführen und sichern.“ Wichtigstes Beispiel ist die NATO.
Die Wehrpflicht in Deutschland ist seit dem Jahr 2011 ausgesetzt.

## Österreich und Schweiz
Mit der Unterzeichnung des Österreichischen Staatsvertrages am 15. Mai 1955 erhielt Österreich seine staatliche Unabhängigkeit und damit auch seine Wehrhoheit zurück. Mit dem Wehrgesetz vom 7. September 1955 wurde eine allgemeine Wehrpflicht gesetzlich verankert.
In der Schweiz bestimmt Artikel 58 der Schweizerischen Bundesverfassung: Die Schweiz hat eine Armee (...) Der Einsatz der Armee ist Sache des Bundes.